# Bart se fait avoir
Bart se fait avoir (Yellow Subterfuge) est le septième épisode de la vingt-cinquième saison de la série télévisée Les Simpson et le 537e épisode de la série. Il est sorti en première sur la chaîne américaine Fox le 8 décembre 2013.

## Synopsis
Le principal Skinner annonce que le meilleur élève va pouvoir monter dans un sous-marin. Bart va faire en sorte que Skinner oublie toutes ses bêtises passées en se comportant le plus sagement possible. Pendant ce temps, Lisa aide Krusty, qui est ruiné, en le conseillant de vendre les droits de son émission à l'international.

## Réception
Lors de sa première diffusion l'épisode a attiré 6,85 millions de téléspectateurs.

## Erreur
- Au moment où Bart rentre dans l'établissement en glissant la scène suivante a des traces de pas de lui.